# Pelengana
Pelengana è un comune rurale del Mali facente parte del circondario di Ségou, nella regione omonima.
Il comune è composto da 28 nuclei abitati:
- Banankoro
- Banankourou
- Bandiougoubougou
- Bapho
- Diakoro
- Dialabougou Wèrè
- Djigo
- Donzana
- Dougadougou
- Fahira
- Fanzana
- Kolotomo
- Koukoun
- M'Benzana

- M'Péba
- Marabougou
- Mossokorobougou
- N'Tobougou
- Nèrèkoro
- Ouessébougou
- Pelengana
- Pelengana Wèrè
- Sémèbougou Diawando
- Sémèbougou Peulhs
- Siridjankoro
- Soungobougou
- Tiekélébougou
- Welengana